# ECW One Night Stand (2005)
ECW One Night Stand (2005) — первое по счёту шоу One Night Stand, PPV-шоу производства американского рестлинг-промоушна World Wrestling Entertainment (WWE). Шоу прошло 12 июня 2005 года в «Хаммерстайн Боллрум» в Нью-Йорке, Нью-Йорк, США. Хотя на шоу выступали рестлеры из дивизионов WWE Raw и SmackDown!, это мероприятие в первую очередь было организовано как шоу воссоединения рестлеров из бывшего промоушена Extreme Championship Wrestling (ECW), который распался в 2001 году, после чего WWE приобрела активы ECW в 2003 году.
В главном событии состоялся командный матч между командой «Братья Дадли» (Бубба Рэй Дадли и Ди-Вон Дадли) и командой Томми Дримера и Сэндмена.

## Справка
В 2001 году промоушен Extreme Championship Wrestling (ECW) был закрыт из-за финансовых проблем, а World Wrestling Entertainment (WWE) приобрела его активы в 2003 году. После успеха документального фильма The Rise and Fall of ECW (2004) WWE объявила, что 12 июня 2005 года в «Хаммерстайн Боллрум» на Манхэттене (Нью-Йорк) состоится шоу воссоединения ECW под названием ECW One Night Stand. Томми Дример отвечал за организацию мероприятия и привлечение к участию бывших сотрудников ECW. Позже сообщалось, что Пол Хейман работал с Дримером, чтобы помочь подготовить мероприятие.

## Результаты
| № | Матч                                                                              | Тип матча                      | Время |
| - | --------------------------------------------------------------------------------- | ------------------------------ | ----- |
| 1 | Лэнс Шторм победил Криса Джерико                                                  | Одиночный матч                 | 7:00  |
| 2 | Супер Крейзи победил Литтл Гвидо и Таджири (с Джеймсом Митчеллом)                 | Матч Three-Way Dance           | 6:00  |
| 3 | Рей Мистерио-младший победил Психоза                                              | Матч по экстремальным правилам | 6:00  |
| 4 | Сабу победил Райно                                                                | Одиночный матч                 | 7:00  |
| 5 | Крис Бенуа победил Эдди Герреро                                                   | Одиночный матч                 | 11:00 |
| 6 | Майк Осом победил Масато Танаку                                                   | Одиночный матч                 | 10:00 |
| 7 | «Братья Дадли» (Бубба Рэй Дадли и Ди-Вон Дадли) победили Томми Дримера и Сэндмена | Командный матч                 | 11:00 |